# Pinocchio’s Daring Journey
Pinocchio's Daring Journey ist ein Dark Ride im Disneyland Anaheim in Kalifornien, im Tokyo Disneyland und im Disneyland Park in Paris. Dieses Fahrgeschäft befindet sich im Fantasyland jedes Parks und basiert auf Disneys Zeichentrickfilmversion der klassischen Geschichte Pinocchio aus dem Jahr 1940, dem zweiten Zeichentrickfilm des Studios. Die Attraktion erzählt eine gekürzte Version des Films, in der Pinocchio aus Strombolis Puppenspiel flieht und Pleasure Island besucht, wobei er Jiminy Cricket ignoriert. Monstro, der Wal, taucht auf und Pinocchio wird schließlich wieder mit Geppetto vereint und in einen echten Jungen verwandelt. Die Attraktion wurde 1983 im Rahmen der „New Fantasyland“-Erweiterung von Disneyland Anaheim in Kalifornien gebaut.

## Geschichte
1976 beschlossen die Disney Imagineers, das Mickey Mouse Club Theater in Disneyland zu entfernen und einen Dark Ride mit Pinocchio-Thema einzubauen. Ursprünglich sollten die Gäste in Autos fahren, die Geppettos holzgeschnitzten Spielzeugen ähneln. Die Idee wurde jedoch für eine Weile auf Eis gelegt, bevor sie zur Eröffnung von Tokyo Disneyland im Jahr 1983 wiederbelebt wurde. Die Attraktion kam anderthalb Monate später im Rahmen der kompletten Überarbeitung von Fantasyland nach Disneyland Anaheim.
Das Gebäude wird von drei dekorativen Wetterfahnen gekrönt, die wie ein Schwarm von acht Fischen, ein Storch mit einem Baby und ein Wal aussehen. Das Äußere des Gebäudes basiert auf Konzeptzeichnungen von Strombolis Theater, die von Gustaf Tenggren gezeichnet wurden.
Die Disneyland-Version Anaheim in Kalifornien der Attraktion war die erste Disney-Park-Attraktion, die holografisches Material verwendete, das auf einem Handspiegel in der Szene erscheint, in der sich die Jungen auf Pleasure Island in Esel verwandeln. Die Pepper’s-Ghost-Illusion (die in der Attraktion The Haunted Mansion ausgiebig verwendet wird) wird verwendet, wenn die Blaue Fee verschwindet und einen Haufen Glasfaser-Feenstaub auf dem Boden hinterlässt.

## Fahrerlebnis
Die Gäste steigen in das Fahrgeschäft, das wie ein Holzwagen aussieht, in einer Station, die einer Straße in Pinocchios Dorf nachempfunden ist. Die Fahrzeuge sind mit den Gesichtern von Figaro, Cleo und Jiminy Cricket geschnitzt.
Die Fahrt geht durch Strombolis Puppentheater, bei dem Pinocchio tanzt und singt mit einem Marionetten Paar und dann geht es hinter die Bühne, wo Pinocchio in einem Vogelkäfig gefangen gehalten wird. Stromboli versucht, die Gäste in einem Käfig zu fangen, aber Jiminy Cricket warnt die Fahrer vor der Falle und führt das Auto eine Gasse hinunter, um sie in Sicherheit zu bringen. Die Fahrt geht weiter zu der Vergnügungsinsel, die mit Jungen gefüllt ist, die es genießen Fahrgeschäfte zu fahren und ungesundes Essen und Süßigkeiten zu essen. Innerhalb der Billardhalle entwickelt sich Lampwick zu einem Esel. Draußen, hinter Pleasure Island, sperren der Kutscher und seine Schergen die anderen Jungen, die zu Eseln geworden sind, ein. Der Kutscher versucht, die Gäste in einer Kiste zu fangen, aber Jiminy Cricket führt sie zur Hafenanlage, vorbei an Monstro dem Wal und zurück in Pinocchios Dorf. In der Werkstatt von Geppetto erscheint die Blaue Fee und verschwindet neben Geppetto und Pinocchio. Das Auto fährt durch Geppettos Werkstatt, gefüllt mit Uhren, Spielzeug und Automaten, zurück zum Bahnhof.
In der letzten Szene gibt es einen „versteckten Mickey“, während das Fahrzeug durch die Werkstatt fährt. Auf der Oberseite einer geschnitzten Holzvitrine, in der ein Schiff steht, befindet er sich.

## Geppetto's Shop
Als die Attraktion 1983 im Disneyland in Anaheim gebaut wurde, wurde sie mit einem Souvenirladen neben dem Ausgang der Attraktion kombiniert. Geppetto's Arts & Crafts war ein Spielzeugladen, der wie eine Filmkulisse gestaltet war und hölzerne Marionetten, Figuren und Kuckucksuhren verkaufte. Im Laufe der Jahre verlagerte sich die Ware des Ladens auf konventionellere Plüschtiere, und Mitte der 90er Jahre wurde der Name des Ladens in Geppetto's Toys & Gifts geändert. Der Laden wurde 2004 geschlossen und kurzzeitig durch einen Laden namens Names Unraveled ersetzt. Es wurde Ende 2006 als Geppetto's Holiday Workshop wiedereröffnet, 2007 geschlossen und dann im Frühjahr 2010 als Geppetto's Candy Shop wiedereröffnet. Im Herbst 2010 wurde der Raum zu einem Meet & Greet für die Charaktere von Tangled und von 2013 bis 2014 zur "Frozen Royal Reception. Der Raum wurde einige Jahre lang von einem Schminkservice belegt und wurde dann 2017 zum "Royal Reception" Shop, in dem Merchandise von Die Schöne und das Biest verkauft wurde.

## Referenzen
1. 1 2 3  Chris Strodder: The Disneyland Encyclopedia. 3rd Auflage. Santa Monica Press, 2017, ISBN 978-1-59580-090-9, S. 383 (englisch).
2. ↑  Sam Gennawey: The Disneyland Story: The Unofficial Guide to the Evolution of Walt Disney's Dream. Keen Communications, 2014, ISBN 978-1-62809-012-3, S. 285–286 (englisch).
3. ↑  Chris Strodder: The Disneyland Book of Lists. Santa Monica Press, 2015, ISBN 978-1-59580-826-4, S. 167 (englisch).
4. ↑  Jim Korkis: Secret Stories from Disneyland: Trivia Notes, Quotes and Anecdotes. Theme Park Press, 2017, ISBN 978-1-68390-060-3 (englisch).
5. ↑  Melisa Rice: 5 Secrets of Pinocchio's Daring Journey. In: Life in Mouse Ears. 7. März 2018, abgerufen am 29. Februar 2020 (englisch).
6. ↑  Daveland Disneyland Pinocchio's Daring Journey Photos. (englisch).
7. ↑  Bill Scollon: The Hidden Mickeys of Disneyland. Disney Editions, 2015, ISBN 978-1-4847-1276-4, S. 23 (englisch).
8. ↑  Tom Bell:  New 'Beauty and the Beast' Experiences Coming to Disneyland Park, 14. Februar 2017. Abgerufen am 29. Februar 2020 (englisch).